# FreeOTFE

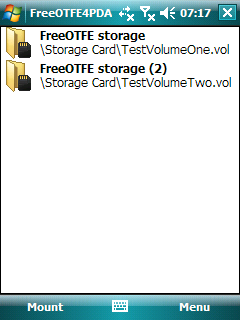
FreeOTFE4PDA

FreeOTFE es un programa informático de código abierto descontinuado para el cifrado de disco sobre la marcha (OTFE). En Microsoft Windows y Windows Mobile (usando FreeOTFE4PDA), puede crear una unidad virtual dentro de un archivo o partición de disco, a la cual todo lo escrito se cifra automáticamente antes de ser almacenado en el disco duro o unidad USB de un ordenador. Es similar en función a otros programas de cifrado de disco incluyendo TrueCrypt y BitLocker de Microsoft.
La autora, Sarah Dean, desapareció en 2011. El sitio web de FreeOTFE está inactivo desde junio de 2013 y el nombre de dominio está ahora registrado por un ciberocupante. El programa original puede ser descargado desde un espejo en Sourceforge. En junio de 2014, una bifurcación del proyecto ahora llamada LibreCrypt apareció en GitHub.

## Descripción general
FreeOTFE fue lanzado inicialmente por Sarah Dean en 2004, y fue el primer sistema de cifrado de disco de código abierto que proporcionó una arquitectura modular permitiendo a terceros implementar algoritmos adicionales si era necesario. La licencia antigua de FreeOTFE requería que cualquier modificación al programa fuera colocada en el dominio público. Esto no se ajusta técnicamente a la sección 3 de la Definición de código abierto. La licencia del programa más reciente omite esta condición. La licencia de FreeOTFE no ha sido aprobada por la Open Source Initiative y no está certificada para ser etiquetada con la marca de certificación de código abierto.
Este software es compatible con volúmenes cifrados de Linux (p. ej. LUKS, cryptoloop, dm-crypt), permitiendo que los datos cifrados bajo Linux sean leídos (y escritos) libremente. Fue el primer sistema de cifrado de disco transparente de código abierto en soportar Windows Vista y PDAs.
La autenticación de dos factores opcional usando tarjetas inteligentes y/o módulo de seguridad de hardwares (HSMs, también llamados tokens de seguridad) fue introducida en la v4.0, usando el estándar PKCS#11 (Cryptoki) desarrollado por RSA Laboratories.
FreeOTFE también permite que cualquier número de "volúmenes ocultos" sean creados, dando negación plausible y cifrado negable, y también tiene la opción de cifrar particiones o discos completos (pero no la partición del sistema).

## Uso portátil

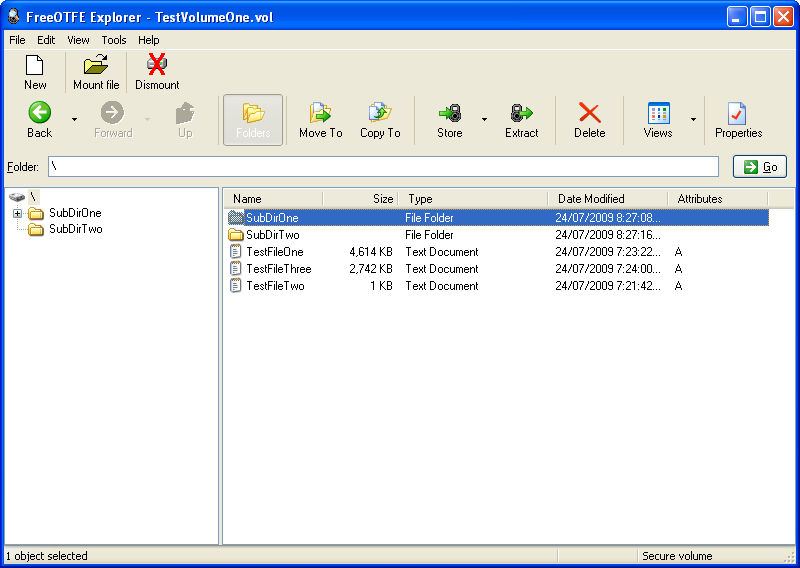
FreeOTFE Explorer permite el acceso a discos cifrados, sin instalar ningún controlador.

FreeOTFE puede ser usado en modo "portable" (o "viajero"), el cual permite que sea mantenido en una unidad USB u otro medio portátil, junto con sus datos cifrados, y ser transportado. Esto permite que sea usado bajo Microsoft Windows sin la instalación del programa completo para "montar" y acceder a los datos cifrados a través de un disco virtual.
El uso de este modo requiere la instalación de controladores de dispositivo (al menos temporalmente) para crear discos virtuales, y como consecuencia, se necesitan derechos de administrador para iniciar este modo viajero. Como con la mayoría del software de código abierto que usa controladores de dispositivo, el usuario debe habilitar la firma de prueba al ejecutar sistemas Windows Vista x64 y Windows 7 x64.

### Funcionamiento sin controladores
Empaquetado con FreeOTFE está otro programa llamado "FreeOTFE Explorer", el cual proporciona un sistema sin controladores que permite que los discos cifrados sean usados sin derechos de administrador.
Esto permite que los datos cifrados de FreeOTFE sean usados en (por ejemplo) ordenadores públicos que se encuentran en bibliotecas o quioscos informáticos (quioscos interactivos), donde los derechos de administrador no están disponibles.
A diferencia de FreeOTFE, FreeOTFE Explorer no proporciona cifrado sobre la marcha a través de una unidad virtual. En cambio, permite que los archivos sean almacenados y extraídos de imágenes de disco cifradas, de una manera similar a los archivos ZIP y RAR, usando una interfaz similar al Explorador de Windows.

## Algoritmos implementados
Debido a su arquitectura, FreeOTFE proporciona una gran flexibilidad al usuario con sus opciones de cifrado.

### Cifrados
FreeOTFE implementa varios cifrados, incluidos:
- Advanced Encryption Standard
- Blowfish
- CAST-128
- CAST-256
- Data Encryption Standard
- Triple DES
- MARS
- RC6
- Serpent
- Twofish

Incluye todos los finalistas del National Institute of Standards and Technology (NIST) Advanced Encryption Standard (AES), y todos los cifrados pueden ser usados con múltiples longitudes de clave diferentes.

#### Modos de cifrado
FreeOTFE originalmente ofrecía cifrado usando encadenamiento de bloques de cifrado (CBC) con vector de inicialización de sector salado cifrado (ESSIV), aunque desde la v3.00 introdujo LRW y también el modo XTS más seguro, el cual reemplaza a LRW en el estándar IEEE P1619 para cifrado de disco.

### Funciones hash
Al igual que con sus opciones de cifrado, FreeOTFE ofrece muchos algoritmos hash diferentes:
- MD2
- MD4
- MD5
- RIPEMD-128
- RIPEMD-160
- RIPEMD-224
- RIPEMD-320
- SHA-1
- SHA-224
- SHA-256
- SHA-384
- SHA-512
- Tiger (criptografía)
- Whirlpool